# کریستین البردی
کریستین البردی (انگلیسی: Cristian Alberdi؛ زادهٔ ۱۴ آوریل ۱۹۸۰) بازیکن فوتبال اهل اسپانیا است.
از باشگاه‌هایی که در آن بازی کرده‌است می‌توان به باشگاه فوتبال آلکورکون اشاره کرد.